# Marco Formentini (storico)
Marco Formentini (Bosco Valtravaglia, 17 giugno 1811 – Milano, 10 giugno 1883) è stato uno storico ed economista italiano.

## Biografia
Marco Formentini nasce a Bosco Valtravaglia sopra Luino il 17 giugno 1811 da Gabriele e Marianna Parietti, in una famiglia borghese di modesti mezzi economici, originaria del Friuli. Compie i suoi primi studi a Bergamo. Nel tempo libero si diletta nella pittura, frequentando anche occasionalmente l'Accademia Carrara. A causa delle ristrettezze economiche inizia a lavorare all'età di 17 anni come "diurnista" (impiegato avventizio) presso il Commissariato di Verdello. L'anno successivo ottiene il diploma di maestro per le scuole elementari maggiori. Nel frattempo continua a svolgere molteplici attività e mestieri, delle quali dà contezza in una lettera inviata ai propri familiari nel 1830: "sono pittore all'Accademia, praticante alla ragioneria centrale, studente di metodica, maestro assistente alla scuola maggiore, diurnista al Commissariato, delegato al riordino dell'Archivio locale, diurnista alla pretura".

### Impegno politico e professionale
Nel 1833 si verifica un'importante svolta nella vita professionale del Formentini, che avrà un'importanza decisiva in relazione alla sua opera di storico economico. Egli infatti prende la patente di ragioniere ed entra nella Contabilità dello Stato. Vi rimarrà fino al 1848, allorquando scoppiano le sommosse anti-austriache culminate nelle Cinque Giornate. Il Formentini nel frattempo si è sposato per la seconda volta (la prima moglie, Francesca Monti, era morta nel 1839 dopo tre anni di matrimonio) con Amalia Varischi, che di lì a poco gli darà Santina, la sua prima e unica figlia; nondimeno si schiera senza esitazioni a favore degli insorti. Molteplici sono le attività che lo vedono coinvolto: partecipa alla costituzione della colonna Simonetta, lavora con Giberto Borromeo Arese, Francesco Simonetta e G.B. Borghi nel Comitato per le corrispondenze tra Milano e Torino, riceve infine a maggio l'incarico di organizzare la Guardia Nazionale mobile lombarda.
Con questo corpo di volontari, creato con il fine di portare aiuto a Venezia che resisteva all'assedio austriaco, parte per la città lagunare il 12 giugno, recando dispacci per Manin. Da Venezia viene mandato al forte Marghera, nodo cruciale per la difesa della città. Non rimane a lungo sul campo di battaglia: mentre il suo battaglione viene aggregato alle forze del generale Pepe, il Formentini ottiene il permesso di rientrare a Milano.
Ritornati gli Austriaci a Milano il Formentini viene dichiarato decaduto dal suo impiego. Consolidato il suo bagaglio di competenze con studi nei campi scienze amministrative e finanziarie inizia così a praticare la libera professione di revisore contabile. Nel 1854 pubblica a Milano un lavoro intitolato "Sulla compilazione e revisione dei rendiconti e divisioni dei patrimoni privati, soggetti alla tutela del giudice". Nel 1858 pubblicherà una nuova opera sul tema dei fallimenti con il saggio "Sui concorsi giudiziali secondo la legislazione austriaca".
Deluso dalle esperienze rivoluzionarie si sposta su posizioni moderate e monarchiche, divenendo fautore di un processo di unificazione promosso dai Savoia. Per questa ragione e per la sua partecipazione ai morti del '48 viene arrestato a titolo precauzionale dalle autorità austriache allo scoppio della seconda guerra di indipendenza, nel maggio del 1859. Il Formentini si trovava allora a Varese in visita alla propria famiglia e si temeva potesse mettersi in contatto con Garibaldi, in quel momento operante nell'area di Laveno. Agli arresti insieme a lui vi erano gli ostaggi, espressione delle famiglie più importanti di Varese, che avrebbero dovuto versare la taglia di 3 milioni imposta alla città. Il Formentini assistette anche al bombardamento di Varese. Su queste vicende delle quali fu involontario protagonista scrisse un resoconto dal titolo "Le cinque giornate di prigionia nelle mani del tenente maresciallo Urban e il bombardamento di Varese", pubblicato a Milano nel 1859.
Il Formentini compare tra le file dei candidati per le elezioni politiche del 1861. Era infatti stata avanzata la sua candidatura da parte del Circolo popolare di Brera. Presentatosi al collegio di Luino, ritirò la sua candidatura a favore di Giuseppe Ferrari. Questo nonostante il Ferrari fosse schierato su posizioni repubblicane e federaliste, alquanto distanti da quelle moderate e monarchiche professate dal Formentini; prevalse tuttavia la stima che questi nutriva per le capacità e la statura morale del suo avversario. Marco Formentini ebbe comunque modo di mettere a frutto le sue capacità nella politica, venendo eletto nel 1863 consigliere provinciale di Milano.
Continuava nel frattempo la sua attività di redazione di pregevoli lavori di argomento amministrativo e finanziario. Tra questi, è possibile menzionare "Sulla organizzazione politica ed amministrativa del Regno d'Italia. Pensieri" (Milano 1863). In quest'opera, dopo aver evidenziato gli errori commessi dal governo nella gestione e nell'organizzazione della macchina amministrativa e le conseguenze negative di tali scelte, il Formentini propone una serie misure atte a porvi rimedio. Tra queste il decentramento amministrativo, l'assorbimento del ministero dell'Agricoltura e Commercio in altri ministeri, la nomina di giudici conciliatori in ogni Comune e la creazione di un sistema di contabilità più efficace che servisse a un severo controllo delle entrate e delle spese. Il testo riveste anche un interesse dal punto di vista storiografico, dal momento che vi troviamo una descrizione dell'amministrazione delle finanze lombarde nel corso della storia, a partire dal XIV secolo sino al XVIII.
Il tema della sistemazione delle finanze pubbliche, questione molto rilevante nell'Italia post-unitaria, tornerà ad essere affrontato nuovamente nel 1866 con uno smilzo trattato di 36 pagine, intitolato "Sulla sistemazione delle finanze del Regno d'Italia. Progetto". Tale progetto venne presentato e discusso presso l'Accademia fisio-medico-statistica di Milano. Criticando il piano ideato dal ministro delle finanze Antonio Scialoja per conseguire il pareggio di bilancio, il Formentini proponeva l'implementazione di un sistema di tassazione proporzionale sull'universalità delle rendite nitide di ciascun cittadino, compresa quella degli stabili, in sostituzione della tassa sulla ricchezza mobile. Egli propugnava inoltre l'adozione di un piano organico di gestione delle finanze, in contrasto con le politiche iniziatesi con Quintino Sella basate su misure estemporanee di natura straordinaria e l'introduzione di imposte indirette.
Nel novembre 1876, dopo la caduta della Destra storica e resosi libero il collegio di Gavirate, Angera, Luino, Maccagno e Marchirolo in seguito alla morte di Giuseppe Ferrari, Marco Formentini si candida, senza successo, per il Parlamento, schierandosi su posizioni liberali e costituzionali tra le file della Sinistra.
Sul fronte professionale troviamo il Formentini tra i fondatori dell'Accademia dei ragionieri di Milano, della quale viene eletto presidente nel 1869. Nel 1865 aveva collaborato alla stesura della "Memoria sul codice civile e di procedura civile e sulla professione di ragioniere" (pubblicata a Milano nel 1865). Lo scritto, inviato al Ministero dell'Agricoltura e Commercio, si proponeva di evidenziare il ruolo del ragioniere e la necessità di formare in maniera nuova e adeguata questa figura professionale alla luce dell'evoluzione del tessuto economico. Il Formentini entra inoltre a far parte di diversi consigli di amministrazione, sia di enti pubblici che privati. Tra questi ricordiamo il Monte di Pietà, il Cotonificio Cantoni e il Lanificio Rossi.

### L'attività di storico
Nel corso degli anni il Formentini aveva creato una vasta collezione di documenti storici, resi disponibili dagli sconvolgimenti che avevano colpito gli archivi in seguito ai moti anti-austriaci. Sulla base di questi materiali e di altri che aveva avuto modo di consultare egli giunse a comporre in maniera organica un vasto mosaico di dati concernenti la storia economica e sociale della Lombardia e di Milano.
Si attraversava allora una fase di rinnovato interesse per gli studi storici. Dopo diversi anni di sostanziale disinteresse da parte delle autorità locali lombarde, nei quali la cura istituzionale di tali studi era rimasta appannaggio (a partire dal 1859) della sola Deputazione piemontese (emanazione della Regia Deputazione sovra gli Studi di Storia Patria istituita da Carlo Alberto nel 1833), cominciò a farsi strada tra le élite culturali milanesi la necessità di avere un organismo di studi storici autonomo ed autoctono. Carlo Tenca aveva ottenuto dalla Municipalità che venisse istituito l'Archivio Storico Civico, che ebbe come prima sede la chiesa sconsacrata di San Carpoforo. Successivamente nel 1873 Cesare Cantù, che all'epoca ricopriva la carica di direttore dell'Archivio di Stato di Milano, lanciò la proposta della fondazione di una Società avente come finalità principale lo studio della storia lombarda. La proposta del Cantù ricevette l'adesione di altri dodici personalità del mondo della cultura. Da questo nucleo sarebbe sorta la Società storica lombarda.
Il primo lavoro nel quale egli affrontò queste tematiche è la "Memoria sul rendiconto del Ducato di Milano per l'anno 1463 ne' suoi rapporti con l'amministrazione, col corso delle monete, colle finanze, coll'esercito, colla famiglia ducale e col costo degli oggetti di Milano" (pubblicato a Milano nel 1870). Nel 1877 seguì "Il Ducato di Milano: studi storici documentati". Cominciarono ad arrivare i riconoscimenti anche per il Formentini storico: venne nominato nell'aprile del 1877 vicepresidente della Società storica lombarda (della quale era divenuto membro nel 1874; a tal proposito scrisse più tardi Francesco Novati: "cercava ristoro nelle ricerche storiche da una professione onesta e laboriosa che gli diede fama e agiatezza"). Gli fu inoltre conferita l'onorificenza di ufficiale della Corona d'Italia nel 1882.
Nel 1881 venne data alle stampe l'opera che costituisce la prosecuzione del trattato del 1877. Si tratta de "La dominazione spagnuola in Lombardia". Essa copre gli anni dal 1535 al 1584: ovvero dalla morte di Francesco II Sforza alla morte di san Carlo Borromeo.
A questa sarebbe dovuta seguire un altro volume documentante la situazione della Lombardia sino ai primi decenni del XVII secolo. Di quest'opera venne pubblicato, postumo, solo il primo capitolo, dal titolo "Situazione dei diversi Stati d'Italia sul finire dell'anno 1584". Se ne conservano, tuttora inediti, i manoscritti originali della prefazione e dei capitoli II-VIII, conservati presso il Fondo Formentini nell'Archivio della Società storica lombarda.

## Opere
- "Cenni statistici, storici e biografici risguardanti il Comune di Bosco e i suoi abitanti", Milano 1856
- "Le cinque giornate di prigionia nelle mani del tenente-maresciallo Urban e il bombardamento di Varese", Milano, Tip. Wilmant, 1859 (Sormani J VAR 1797)
- "Sulla organizzazione politica ed amministrativa del Regno d'Italia", Milano 1863 (Brera Misc. Correnti 132-35)
- "Sulla sistemazione delle Finanze del Regno d'Italia", Milano, G. Chiusi, 1866 (Sormani O VAR 3010)
- "Memoria sul rendiconto del Ducato di Milano per l'anno 1463", Milano, Brigola, 1870 (Sormani N VAR 685)
- "Il Ducato di Milano", Milano, Brigola, 1877 (Bibl. d'Arte CONS 15 D 9; Sormani N CONS 2406)
- "Libello famoso contro la città di Milano", Milano, Tip. Bernardoni 1878 (Estratto da: "Archivio Storico Lombardo", anno V, fasc. 1, Milano, 1878)
- "La dominazione spagnola in Lombardia", Milano, Ottino, 1881 (Trivulziana Arch E 210; Soc. Storica Lombarda F.V. V v. 169)